# السعودية في كأس آسيا 2000
تعرضُ هذه المقالة مُشاركة المنتخب السّعُوديّ في كأس آسيا 2000، التي عُقِدَت في لبنان.

## التشكيلة
المُدرِّب:  ميلان ماتشالا و  ناصر الجوهر
| رقم. | المركز. | اسم اللاعب              | تاريخ الميلاد (العمر)     | لعب | النادي               |
| ---- | ------- | ----------------------- | ------------------------- | --- | -------------------- |
| 1    | حارس    | محمد الدعيع             | 2 أغسطس 1972 (العمر 28)   |     | نادي الهلال          |
| 2    | مدافع   | محمد شلية الجهني        | 28 سبتمبر 1974 (العمر 26) |     | النادي الأهلي        |
| 3    | مدافع   | محمد الخليوي            | 21 أغسطس 1971 (العمر 29)  |     | نادي الاتحاد         |
| 4    | مدافع   | عبد الله سليمان زبرماوي | 15 نوفمبر 1973 (العمر 26) |     | النادي الأهلي        |
| 5    | مهاجم   | Tariq Al-Moulis         |                           |     |                      |
| 6    | وسط     | عمر الغامدي             | 11 أبريل 1979 (العمر 21)  |     | نادي الهلال          |
| 8    | وسط     | محمد نور                | 26 فبراير 1978 (العمر 22) |     | نادي الاتحاد         |
| 9    | مهاجم   | سامي الجابر             | 11 ديسمبر 1972 (العمر 27) |     | وولفرهامبتون واندررز |
| 11   | مهاجم   | عبيد الدوسري            | 2 أكتوبر 1975 (العمر 25)  |     | النادي الأهلي        |
| 12   | مدافع   | أحمد الدوخي             | 25 أكتوبر 1976 (العمر 23) |     | نادي الهلال          |
| 13   | مدافع   | صالح الصقري             | 23 يناير 1979 (العمر 21)  |     | نادي الاتحاد         |
| 14   | مهاجم   | مرزوق العتيبي           | 7 نوفمبر 1975 (العمر 24)  |     | نادي الاتحاد         |
| 16   | مدافع   | فوزي الشهري             | 15 مايو 1980 (العمر 20)   |     | النادي الأهلي        |
| 17   | وسط     | عبد الله الواكد         | 29 سبتمبر 1975 (العمر 25) |     | نادي الشباب          |
| 18   | وسط     | نواف التمياط            | 28 يونيو 1976 (العمر 24)  |     | نادي الهلال          |
| 19   | مهاجم   | حمزة إدريس              | 8 أكتوبر 1972 (العمر 28)  |     | نادي الاتحاد         |
| 20   | وسط     | محمد الشلهوب            | 8 ديسمبر 1980 (العمر 19)  |     | نادي الهلال          |
| 21   | حارس    | تيسير آل نتيف           | 16 فبراير 1974 (العمر 26) |     | النادي الأهلي        |
| 22   | حارس    | محمد الخوجلي            | 15 يناير 1973 (العمر 27)  |     | نادي النصر           |
| 23   | وسط     | Saeed Al-Dosari         | 3 سبتمبر 1977 (العمر 23)  |     | نادي الرياض          |
| 28   | مهاجم   | عبد الله الجمعان        | 10 نوفمبر 1977 (العمر 22) |     | نادي الهلال          |
| 29   | مهاجم   | طلال المشعل             | 7 يونيو 1978 (العمر 22)   |     | النادي الأهلي        |

## مرحلة المجمُوعات

### المجمُوعة
| فريق      | لعب | ف | ت | خ | له | عليه | ف.أ | نقاط |
| --------- | --- | - | - | - | -- | ---- | --- | ---- |
| اليابان   | 3   | 2 | 1 | 0 | 13 | 3    | +10 | 7    |
| السعودية  | 3   | 1 | 1 | 1 | 6  | 4    | +2  | 4    |
| قطر       | 3   | 0 | 3 | 0 | 2  | 2    | 0   | 3    |
| أوزبكستان | 3   | 0 | 1 | 2 | 2  | 14   | −12 | 1    |

### المُباريات

#### السّعُودية ضد اليابان
| السعودية                 | 1–4   | اليابان                                                                           |
| ------------------------ | ----- | --------------------------------------------------------------------------------- |
| ريوزو موريوكا 90' (ه.ذ.) | تقرير | أتسوشي ياناغيساوا 22' · ناوهيرو تاكاهارا 37' · هيروشي نانامي 53' · شينجي أونو 88' |

#### السعودية ضد قطر
| السعودية | 0–0   | قطر |
| -------- | ----- | --- |
|          | تقرير |     |

#### السّعُودية ضد أوزباكستان
| السعودية                                                          | 5–0   | أوزبكستان |
| ----------------------------------------------------------------- | ----- | --------- |
| مرزوق العتيبي 18' · محمد الشلهوب 35'، 78'، 86' · نواف التمياط 88' | تقرير |           |

## مرحلة خُروج المغلُوب

### رُبع النهائي

#### السّعُودية ضد الكويت
| الكويت                               | 2–3 (ب.و.إ.) | السعودية                                  |
| ------------------------------------ | ------------ | ----------------------------------------- |
| بشار عبد الله 62' · جاسم الهويدي 68' | تقرير        | نواف التمياط 45+1' 109' · طلال المشعل 72' |

### نصف النهائي

#### السعُودية ضد كوريا الجنوبية
| كوريا الجنوبية    | 1–2   | السعودية             |
| ----------------- | ----- | -------------------- |
| لي دونغ-غوك 90+1' | تقرير | طلال المشعل 76'، 80' |

### النهائي

#### السعُودية ضد اليابان
| اليابان               | 1–0   | السعودية |
| --------------------- | ----- | -------- |
| شيغيوشي موتشيزوكي 30' | تقرير |          |

## مَرَاجِع
1. ↑  "Asian Cup: Know Your History - Part Two (1992-2007)". Goal.com. 7 يناير 2011. مؤرشف من الأصل في 2018-06-29. اطلع عليه بتاريخ 2015-05-06.